# El Dorado (Colombia)
El Dorado è un comune della Colombia facente parte del dipartimento di Meta.
Il centro abitato venne fondato da Elías Forero, Plácido Velásquez, Victoriano Lozano e Evangelista Rivera nel 1963, mentre l'istituzione del comune è del 24 novembre 1992.